# دبلوماسية كرة الطاولة
دبلوماسية كرة الطاولة، ((بالصينية: 乒乓外交) Pīngpāng wàijiāo) تشير إلى بداية تبادل لاعبي تنس الطاولة بين الولايات المتحدة الأمريكية وجمهورية الصين الشعبية في أوائل سبعينات القرن الماضي، والتي بدأت خلال بطولة العالم لكرة الطاولة لعام 1971 في ناغويا، اليابان بعد لقاء بين اللاعبين جلين كوان (من الولايات المتحدة) وزوهانج زيدونج (من جمهورية الصين الشعبية).
تم اعتبار الحدث حجر أساس في رجوع العلاقات الأمريكية الصينية ومهد الطريق لزيارة الرئيس ريتشارد نيكسون إلى بكين في عام 1972. مع نجاح الحدث وظهور تطور العلاقات بدأت باقي الدول باستخدام تلك السياسة لاصلاح علاقاتها مع نظيرتها من الدول الأخرى.

## التاريخ

### الخلفية
كانت نظرة الولايات المتحدة إلى جمهورية الصين الشعبية نظرة معادية لاختلاف الأيدولوجيات الفكرية بينهما، فهما قطبان للفكر الرأسمالي والإشتراكي، ففرضت عليها سياسة الاحتواء الاقتصادي ووصل التوتر إلى أوجه مع دخول الصين الحرب الكورية عام 1950 لدعم حليفتها كوريا الشمالية الاشتراكية ضد كوريا الجنوبية الرأسمالية والتي تدعمها الولايات المتحدة.
مع مرور 20 عاما تقريبا من انقطاع العلاقات الدبلوماسية والاقتصادية، رأت كلا البلدين مميزات الانفتاح ونسيان الماضي. ففي حين رأت الصين الولايات المتحدة كسوق جديد لمنتجاتها وكحليف جيد بعد توتر العلاقات بينها وبين الاتحاد السوفيتي والتي أدت إلى اندلاع سلسلة من الأحداث الدموية بينهما، رأت الولايات المتحدة الصين كقوة ضغط في مفاوضات السلام مع فيتنام الشمالية.
«أتاحت البطولة العالمية الحادية والثلاثين لتنس الطاولة، التي عقدت في ناغويا، اليابان، الفرصة لكل من الصين والولايات المتحدة لبناء جسر جديد بينهما».

## العملية
تلقى فريق تنس الطاولة الأمريكي دعوة لزيارة الصين أثناء تواجده في ناغويا، اليابان في عام 1971 لحضور بطولة العالم 31 لتنس الطاولة في 6 أبريل. منذ السنوات الأولى للجمهورية الشعبية، لعبت الرياضة دورًا مهمًا في الدبلوماسية، وغالبًا ما تضمنت شعار «الصداقة أولاً، المنافسة الثانية». خلال سنوات العزلة، كان الرياضيون من بين عدد قليل من مواطني جمهورية الصين الشعبية الذين سُمح لهم بالسفر إلى الخارج.
في 10 أبريل 1971، أصبح الفريق والصحفيين المرافقين أول وفد أمريكي يطأ قدمه في العاصمة الصينية منذ عام 1949. وقد تم تيسير الاجتماع من قبل اللجنة الوطنية للعلاقات بين الولايات المتحدة والصين. قبل زيارة لاعبي تنس الطاولة الأمريكيين، تم قبول 11 أمريكيًا في جمهورية الصين الشعبية لمدة أسبوع واحد لأنهم جميعًا اعترفوا بالانتماء إلى حزب الفهود السود الذي اتبع خطًا سياسيًا ماويًا. كان هذا أمرا غير عاديا، بالنظر إلى أن المواطنين الأمريكيين البارزين مثل السيناتور يوجين مكارثي أعربوا عن اهتمامهم بزيارة الصين بعد الانتخابات الرئاسية عام 1968، لكنه بالرغم من منصبه لم يتمكن من القيام بتلك الرحلة.
وفقًا لكتاب تاريخ تنس الطاولة الأمريكي بواسطة تيم بوغان، الصحفي المرافق للبعثة الأمريكية للصين، فقد تواجدت ثلاث حوادث أثارت دعوتهم من الصين. ادعى ويلشمان روي إيفانز، رئيس الاتحاد الدولي لتنس الطاولة آنذاك، أنه زار الصين قبل بطولة العالم 31 لتنس الطاولة واقترح على السلطات الرياضية غير الصينية ورئيس مجلس الدولة تشوان لاي أن تتخذ الصين خطوات للحصول على اتصال مع العالم من خلال الأحداث الرياضية الدولية بعد الثورة الثقافية.
علاوة على ذلك، كانت اللاعبة الأمريكية ليا "ميس بينج" نيوبيرغر، بطلة العالم في لعبة الزوجي المختلطة لعام 1956 وبطلة الفردي الولايات المتحدة تسع مرات، تسافر في ذلك الوقت مع فريق تنس الطاولة الكندي الذي دعت إليه الصين لزيارة البلاد. مدت الصين دبلوماسياً موافقتها على طلب ليا نويبيرغر للحصول على تأشيرة للفريق الأمريكي بأكمله.
أما الحادثة الثالثة، والتي ربما كانت السبب الأكثر ترجيحًا، فكانت اللقاء غير المتوقع ولكن الدراماتيكي بين اللاعب الأمريكي غلين كوان واللاعب الصيني زوهانج زيدونج، بطل العالم ثلاث مرات والفائز بالعديد من أحداث تنس الطاولة الأخرى. وصف زوهانج زيدونج الحادث في حديث عام 2007 في معهد USC-China الصيني.
بدأت الأحداث التي سبقت اللقاء عندما غاب غلين كوان عن حافلة فريقه بعد ظهر أحد الأيام بعد تدريباته في ناغويا خلال بطولة العالم 31 لتنس الطاولة. كان كوان يتدرب لمدة 15 دقيقة مع اللاعب الصيني، ليانغ جيليانغ، عندما جاء مسؤول ياباني وأراد إغلاق منطقة التدريب. استقل كوان حافلة مكوكية تقل الفريق الصيني، ومعظمهم عاملوه بشك.
بيد أن اللاعب الصيني زوهانغ صافح يد كوان وتحدث معه من خلال مترجم وقدم له صورة على الشاشة الحريرية لجبل هوانغشان، وهي منتج مشهور من هوانغشان. أراد كوان أن يرد شيئًا ما، لكن كل ما استطاع أن يجده من حقيبته كان مشطًا. أجاب الأمريكي بتردد: «لا أستطيع أن أعطيك مشطًا. أتمنى أن أقدم لك شيئًا، لكن لا يمكنني ذلك».
شهدت بطولة العالم لتنس الطاولة عودة مشاركة الصين بعد غياب دام ست سنوات. عندما خرج الفريق الصيني وكوان من الحافلة، قام الصحفيون الذين كانوا يتابعون الفريق الصيني بالتقاط الصور.
في المناخ السياسي في ستينيات القرن العشرين، كان من المؤكد أن يحظى مشهد رياضي الصين الشيوعي مع رياضي من الولايات المتحدة باهتمام كبير. وبصفته «هبي» الموصوف ذاتيًا، قدم كوان لزيدونج قميصًا يحمل علامة حمراء وبيضاء وزرقاء اللون وعلامة "Let It Be" «دعها تكون»، وكلمات من أغنية لفرقة الروك البريطانية الشهيرة البيتلز على اليوم القادم.
عندما سأل صحفي كوان، «سيد كوان، هل ترغب في زيارة الصين؟»، أجاب: «حسنًا، أود أن أرى أي بلد لم أره من قبل - الأرجنتين، أستراليا، الصين.. أي بلد لم أره من قبل». «لكن ماذا عن الصين على وجه الخصوص؟ هل ترغب في الذهاب إلى هناك؟» «بالطبع،» قال غلين كوان.
خلال مقابلة في عام 2002 مع الشخصية التلفزيونية الشهيرة تشن لوي، أخبر تشوانغ تسي تونغ القصة: "استغرقت الرحلة على متن الحافلة 15 دقيقة، وترددت لمدة 10 دقائق. نشأت مع شعار" تسقط مع الإمبريالية الأمريكية!" وخلال الثورة الثقافية، تم تشديد سلسلة الصراع الطبقي بشكل غير مسبوق وكنت أسأل نفسي: "هل من المناسب أن يكون لك أي علاقة مع عدوك رقم 1؟" يتذكر تشوانغ أنه يتذكر أن الرئيس ماو تسي تونغ التقى إدغار سنو يوم منبر تيانانمن في اليوم الوطني عام 1970 وقال لسنو إنه يتعين على الصين الآن أن تضع أملها على الشعب الأمريكي.
نظر زوهاج في حقيبته وذهب أولاً عبر بعض المسامير والشارات برأس ماو ومنديل الحرير والمشجعين. لكنه شعر أن هذه ليست لائقة بما يكفي لتكون هدية جيدة. واختار أخيراً الصورة الحريرية لجبال هوانغشان. في اليوم التالي، حملت العديد من الصحف اليابانية صوراً لقومية تشوانغ تسونغ وجلين كوان.
عندما تلقت وزارة الخارجية الصينية تقريراً بأن فريق تنس الطاولة الأمريكي يأمل في الحصول على دعوة لزيارة الصين، رفضت الإدارة كالمعتاد. وافق تشوان لاي وماو تسي تونغ في البداية على القرار، لكن عندما رأى ماو تسي تونغ الأخبار مع Cowan in Reference News، وهي صحيفة داخلية لا يمكن الوصول إليها إلا لمسؤولين حكوميين رفيعي المستوى فقد قرر دعوة فريق تنس الطاولة الأمريكي.
تم التصريح أن ماو تسي دونغ قال «إن تشوانغ تسي تونغ ليس فقط لاعب تنس طاولة جيد ولكنه جيد في الشئون الخارجية أيضا ولديه وعي جيد بالأمور السياسية».
في 10 أبريل 1971، قام تسعة لاعبين أمريكيين، وأربعة مسؤولين، وزوجين بزوجهم عبر جسر من هونج كونج إلى البر الرئيسي الصيني ثم أمضوا وقتهم خلال 11-17 أبريل في لعب مباريات ممتعة، وقاموا بجولة في سور الصين العظيم والقصر الصيفي، ومشاهدة الباليه.

## الإرث
- خلال الأسبوع الذي يبدأ في 8 يوليو 2011، تم تنظيم حدث دبلوماسي لمدة ثلاثة أيام في مكتبة ومتحف ريتشارد نيكسون الرئاسي في يوربا ليندا، كاليفورنيا. كان الأعضاء الأصليون في فرق كرة الطاولة الصينية والأمريكية من عام 1971 حاضرين وتنافسوا مرة أخرى.
- في عام 1988، أصبح تنس الطاولة رياضة أولمبية.
- تمت الإشارة إلى دبلوماسية كرة الطاولة في فيلم فورست جامب عام 1994 بعد تعرضه لإصابات في المعركة، يطور فورست استعدادًا لهذه الرياضة وينضم إلى فريق الجيش الأمريكي- في النهاية يتنافس ضد الفرق الصينية في جولة ودية.

## التفاعل
عند عودته إلى الولايات المتحدة، أخبر أحد اللاعبين الأميركيين الصحفيين أن الصينيين يشبهون كثيرًا الأشخاص في الولايات المتحدة موضحا:

«الشعب الصيني مثلنا تماما. إنها حقيقية، لقد راودتني العديد المشاعر في تلك الرحلة. لقد صنعت صداقات، صداقات حقيقية، كما ترى. البلد مشابه لأمريكا، لكنه لا يزال مختلفًا تمامًا. هذا جميل. لقد حصلوا على السور العظيم، وحصلوا على السهول هناك. لقد حصلوا على قصر قديم، والحدائق، وهناك تيارات، ولهم أشباح تطاردهم. هناك كل أنواع الحيوانات، كما تعلمون. تتغير البلاد من الجنوب إلى الشمال. انهم يعتقدون حقا في الماوية».

## زيارة نيكسون

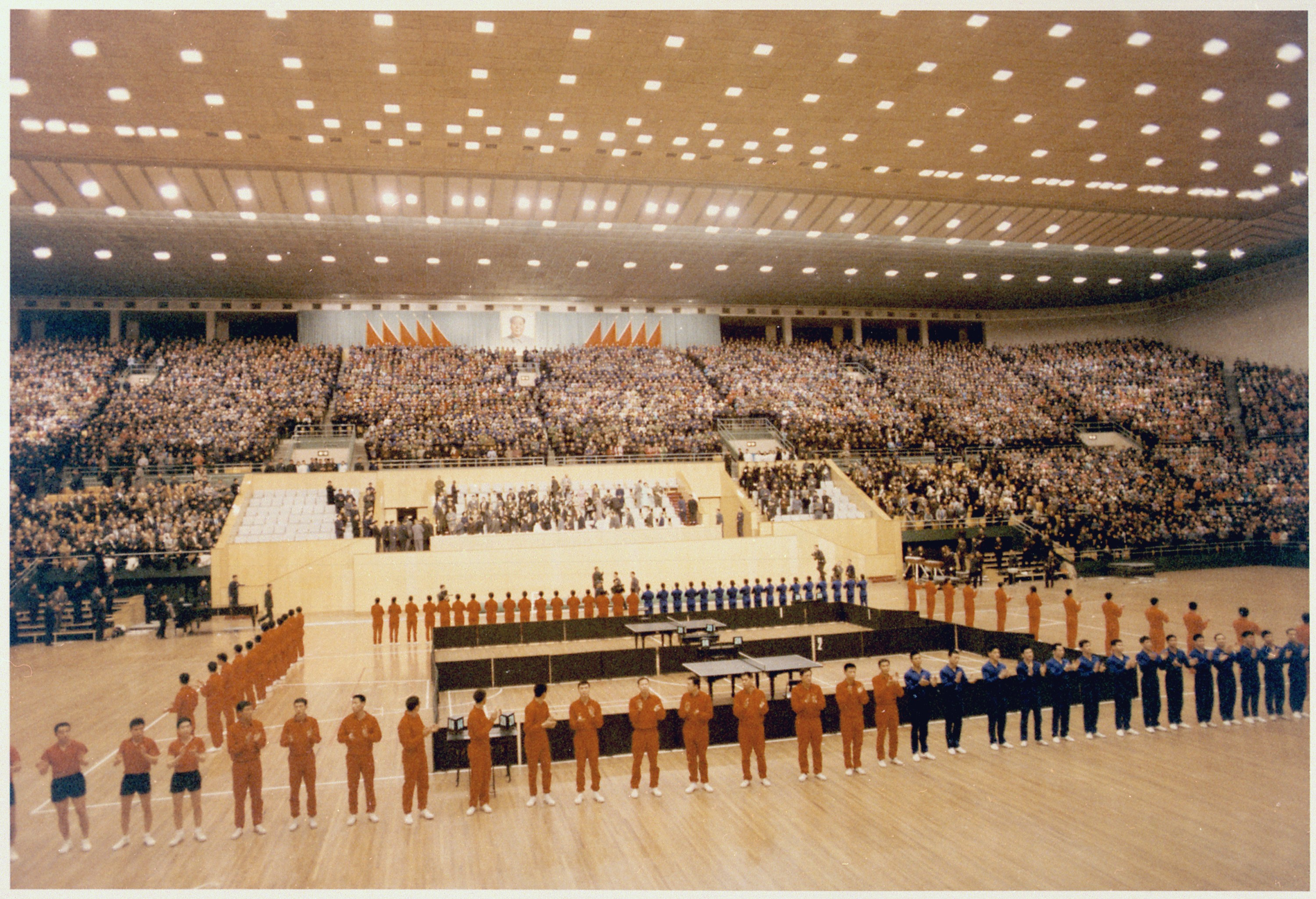
نيكسون يشارك في معرض كرة الطاولة في بكين.

بعد شهرين من زيارة ريتشارد نيكسون، زار تشوانغ تسي تونغ الولايات المتحدة كرئيس لوفد تنس الطاولة الصيني، في الفترة من 12-30 أبريل 1972. ومن الجدير بالذكر أن الوفد الصيني قد واجه فريقًا من طلاب جامعة ماريلاند وطلاب كلية كوليدج بارك في جامعة كول فيلد هاوس في 17 أبريل 1972.
ابنة الرئيس تريشيا نيكسون كوكس كانت في المدرجات. أيضا على خط سير الرحلة كانت كندا والمكسيك وبيرو. لم تكن البلدان من خلال «دبلوماسية كرة الطاولة» ناجحة دائمًا، كما حدث عندما رفض اتحاد عموم إندونيسيا لكرة الطاولة (PTMSI) دعوة الصين في أكتوبر 1971، مدعيا أن قبول عرض جمهورية الصين الشعبية سيحسن من سمعة جمهورية الصين الشعبية.
نظرًا لعدم ظهور الرياضيين السوفيت أو الصحفيين في الصين بعد ظهور اللاعبين والصحفيين الأمريكيين، فإن أحد التكهنات هو أن الفعل أظهر ازدراء متساوٍ لكلا البلدين تجاه الاتحاد السوفيتي.

## النتائج
أثبتت دبلوماسية كرة الطاولة نجاحها، حيث أدت إلى فتح العلاقات بين الولايات المتحدة وجمهورية الصين الشعبية مرة أخرى. مما دفع الولايات المتحدة إلى رفع الحظر المفروض على الصين في 10 يونيو 1971. في 28 فبراير 1972، خلال زيارة الرئيس نيكسون وهنري كيسنجر إلى شنغهاي، بيان شنغهاي صدر بين الولايات المتحدة وجمهورية الصين الشعبية. وأشار البيان إلى أن كلا البلدين سيعملان على تطبيع علاقاتهما. علاوة على ذلك، اعترفت الولايات المتحدة بأن تايوان جزء من الصين ووافقت على عدم التدخل في القضايا بين الصين وتايوان.

## 1991 الفريق الكوري الموحد
حدث مثال آخر للدبلوماسية بينج بونج خلال بطولة العالم لكرة الطاولة لعام 1991 في تشيبا باليابان، حيث لعب فريق كوري موحد معًا للمرة الأولى منذ الحرب الكورية.
لعب الفريق الكوري تحت علم أبيض يصور شبه الجزيرة الكورية باللون الأزرق واستخدم الفولكانغ الكوريين، أريرانغ، بدلاً من النشيد الوطني للشمال أو الجنوب.
شهدت المنافسة فوز الفريق الكوري بميدالية ذهبية واحدة وفضية واثنتين برونزية.
وقد تكرر هذا العمل منذ ذلك الحين. في بطولة العالم لتنس الطاولة 2018، انضمت الكوريتان إلى فرق منفصلة في المسابقة، لكن عندما تقابل كل منهما الآخر في دور الثمانية لحدث السيدات، تفاوضوا بدلاً من ذلك على إرسال فريق مشترك للنصف النهائي.

## وصلات خارجية
- مقالة بي بي سي.
- جولة جديدة من دبلوماسية كرة الطاولة (الجارديان، الثلاثاء 10 يونيو 2008)